# Karla
Karla (br Karla: Paixão Assassina) é um filme estadunidense de drama e suspense de 2006, dirigido por Joel Bender, baseado em uma história verídica dos dois mais famosos serial killers canadenses, Karla Homolka e Paul Bernardo. O filme foi originalmente intitulado Deadly (literalmente traduzido como Mortalmente), mas os cineastas anunciaram que o título seria alterado, numa aparente tentativa de maior sensibilidade. O roteiro é totalmente baseado nas transcrições da corte, entrevistas e vídeos dos ataques, filmados pelos próprios Homolka e Bernardo.
O longa foi totalmente filmado nos Estados Unidos, com um elenco e equipe estadunidense, pois ninguém da indústria canadense queria estar envolvido com este projeto devido o clamor do público. Exceto por Tammy Homolka, os nomes das vítimas foram alterados devido as poucas idades das adolescentes, embora as circunstâncias de suas mortes continuem a mesma.

## Sinopse
Com intensas interpretações de Laura Prepon e Misha Collins, narra a história verídica de Karla Homolka, que apaixona-se por um violento estuprador e serial killer, Paul Bernardo.
Karla casa-se com Paul, ajudando-o a cometer uma série de crimes, inclusive ajuda-o a violentar sua irmã mais nova, de 15 anos, Tammy Homolka, como "presente de natal". Karla obteve drogas — da clínica veterinária onde trabalhava — para sedar sua irmã. No entanto, Tammy engasga-se com seu próprio vômito e morre. Paul gaba-se para Karla sobre outros estupros que havia cometido, persuadindo Karla a envolver-se nas agressões sexuais e assassinatos de três outras vítimas adolescentes.
Bastante fiel à história real, o filme é narrado no ponto de vista de Karla, e com perplexidade o público vê os fatos acontecerem sem nenhum remorso de Paul, um estuprador psicopata que pode se passar facilmente por um rapaz muito adoravél. Embora o ator Collins na pele Bernardo seja bastante atraente, ele perde gradualmente o seu apelo assim como a falsa normalidade de Karla e sua insistência em permanecer ao lado de Bernado o ajudando a estuprar e matar duas adolescentes.

## Elenco
| Intérprete          | Personagem         |
| ------------------- | ------------------ |
| Laura Prepon        | Karla Homolka      |
| Misha Collins       | Paul Bernardo      |
| Tess Harper         | Molly Czehowicz    |
| Leonard Kelly-Young | Dan Czehowicz      |
| Alex Boyd           | Nick               |
| Tony Denison        | Detetive Burroughs |
| Cherilyn Hayres     | Tammy Homolka      |
| Kristen Swieconek   | Tina McCarthy      |
| Sarah Foret         | Kaitlyn Ross       |
| Patrick Bauchau     | Dr. Arnold         |
| Emilie Jacobs       | Peggy              |
| Shawn Hoffman       | Detetive Kirby     |
| Adam Lieberman      | Detetive Morgan    |
| William Duffy       | Detetive Porter    |
| Anna Pheil          | Patricia           |
| Zac Diliberto       | Kaitlyn Ross       |
| Nikki McCauley      | Jessie             |
| Brandon Routh       | Tim Peters         |

## Polêmica no Festival de Montreal
O filme causou polêmica e furor no Canadá, onde as famílias de Kristen French e Leslie Mahaffy, vitimas de Homolka e Bernado, alegaram que o filme explorararia a memória das adolescentes. Os membros das famílias das vitímas iniciaram uma campanha para a censura do filme, e,vários patrocinadores do festival também ameaçaram eliminar o patrocínio, caso o filme fosse exibido. Os políticos da Assembleia Legislativa de Ontário, incluindo o procurador-geral Michael Bryant, pediram boicote ao filme, e a cadeia de teatro canadense Cineplex Odeon afirmou que exibiria o filme somente em seus principais mercados urbanos, Toronto, Montreal e Ottawa.
O filme foi planejado para estrear em 2005 no Festival de Montreal, mas Serge Losique, fundador e presidente do festival, anunciou que Karla seria retirado do festival, reconhecendo publicamente que ele estava fazendo isso apenas como resultado direto da pressão de um de seus principais patrocinadores, a Air Canada.
Em março de 2005, O advogado Tim Danson, que representava as famílias French e Mahaffy, juntamente às famílias das vítimas, assistiram ao filme numa exibição privada. Em outubro de 2005, ele anunciou que as famílias não se oporiam à liberação do filme no Canadá. Com um comunicado à imprensa, o festival defendeu sua decisão de ainda exibir o filme, alegando que muitos criminosos famosos já foram mostrados no cinema, desde Adolf Hitler até o Estrangulador de Boston.